# Dctp
dctp ist die Abkürzung für Development Company for Television Program mbH (deutsch: „Entwicklungsgesellschaft für Fernsehprogramm“) und ist eine im Jahr 1987 gegründete Plattform für unabhängige Anbieter im deutschen Privatfernsehen. dctp sendet mit eigener redaktioneller Verantwortung in Programmfenstern der Fernsehsender RTL, Sat.1, VOX und im Rahmen von PresseTV auf SRF 1 und SRF info. Außerdem betrieb dctp von 2001 bis 2006 gemeinsam mit Spiegel TV den Fernsehsender XXP. Die Anteile von dctp und Spiegel TV an XXP wurden bereits im Januar 2006 zu 98 Prozent und im August 2006 vollständig an den US-Medienkonzern Discovery Communications veräußert.

## Gesellschaftsform
dctp ist eine Gesellschaft mit beschränkter Haftung (GmbH) mit Sitz in Düsseldorf. Die Anteile halten Alexander Kluge (37,5 %), Dentsū (37,5 %), Spiegel-Verlag Rudolf Augstein GmbH & Co. KG (12,5 %) und Neue Zürcher Zeitung AG (12,5 %).

## Beitragscharakter und Rezeption
Neben Eigenproduktionen und Filmen, die mehrheitlich aus den Archiven des Filmverlags der Autoren kommen, stammen die Inhalte von Kooperationspartnern wie Spiegel TV, Neue Zürcher Zeitung, Süddeutsche Zeitung, stern und BBC. Rechtlich sind die Privatsender im Rahmen der „Drittsendelizenzen“ verpflichtet, einen bestimmten Anteil aus diesem Pool zu senden und die Kosten dafür dem Kooperationspartner zu ersetzen. Während die Dokumentationen in der Zwischenzeit durchaus kommerziell erfolgreiche Bestandteile des Privatfernsehens sind, werden die Filme meist auf späte Programmplätze „abgeschoben“.
Am 18. Juli 2014 entschied die Sendeleitung von RTL nach einem Beschluss des Niedersächsischen Oberverwaltungsgerichts (10 ME 99/13 vom 11. Juli 2014), die dctp-Produktionen Spiegel TV und stern TV ab sofort abzusetzen.
Ab dem 28. Juli 2014 war RTL aufgrund eines vorausgegangenen Formfehlers wieder zur Ausstrahlung der Magazine verpflichtet.

## Kritik
Im August 2008 verklagte Ulrich Wickert die für die Vergabe zuständige Landesmedienanstalt, da er mit seiner eigenen Produktionsfirma UWP bei der Vergabe der Fensterprogramme bei RTL gegen dctp nicht zum Zuge kam. Kritisiert wird, dass faktisch alle gesetzlich erzwungenen Fremdfenster durch Programme der dctp belegt wurden. Zu der nun angefochtenen Entscheidung wurde Wickert weder gehört noch von den beteiligten Landesmedienanstalten über das Ergebnis der Vergabe informiert.

## Internetangebot dctp.tv
Im Mai 2009 startete dctp das Web-TV-Format dctp.tv. Neben einem Livestream gibt es einen Themenpark, der so genannte Themenschleifen enthält, die jeweils mehrere Filme enthalten. Die Schleifen zum Start der Seite hießen unter anderem Krieg ist das Ende aller Pläne, Kosmos, 150 Jahre Darwin und kein Ende, Liebe macht hellsichtig, Ohne Musik ist alles Leben ein Irrtum und Kapitalismus ist keine Einbahnstraße. Am 25. März 2010 wurde dctp.tv mit dem goldenen LeadAward in der Kategorie Web-TV ausgezeichnet. 2011 wurde das Projekt mit dem Webvideopreis Deutschland in der Kategorie Talk ausgezeichnet. dctp.tv ist als Vollprogramm lizenziert.

## Produktionen
- 10 vor 11 (1988–2018 auf RTL)
- Spiegel TV (seit 1988 auf RTL)
- News & Stories (1988–2017 auf Sat.1)
- Prime-Time/Spätausgabe (1990–2008 auf RTL)
- stern TV (seit 1990 auf RTL)
- Spiegel TV Reportage (1990–2020 auf Sat.1)
- Süddeutsche Zeitung TV (1993–2011 auf VOX)
- NZZ Format (1993–2010 auf VOX)
- Mitternachtsmagazin (1993–2007 auf VOX)
- BBC Exklusiv (1998–2011 auf VOX)